# Parasmittina glomerata
Parasmittina glomerata är en mossdjursart som först beskrevs av Thornely 1912.  Parasmittina glomerata ingår i släktet Parasmittina och familjen Smittinidae.
Artens utbredningsområde är Röda havet. Inga underarter finns listade i Catalogue of Life.